# Économie du Burundi

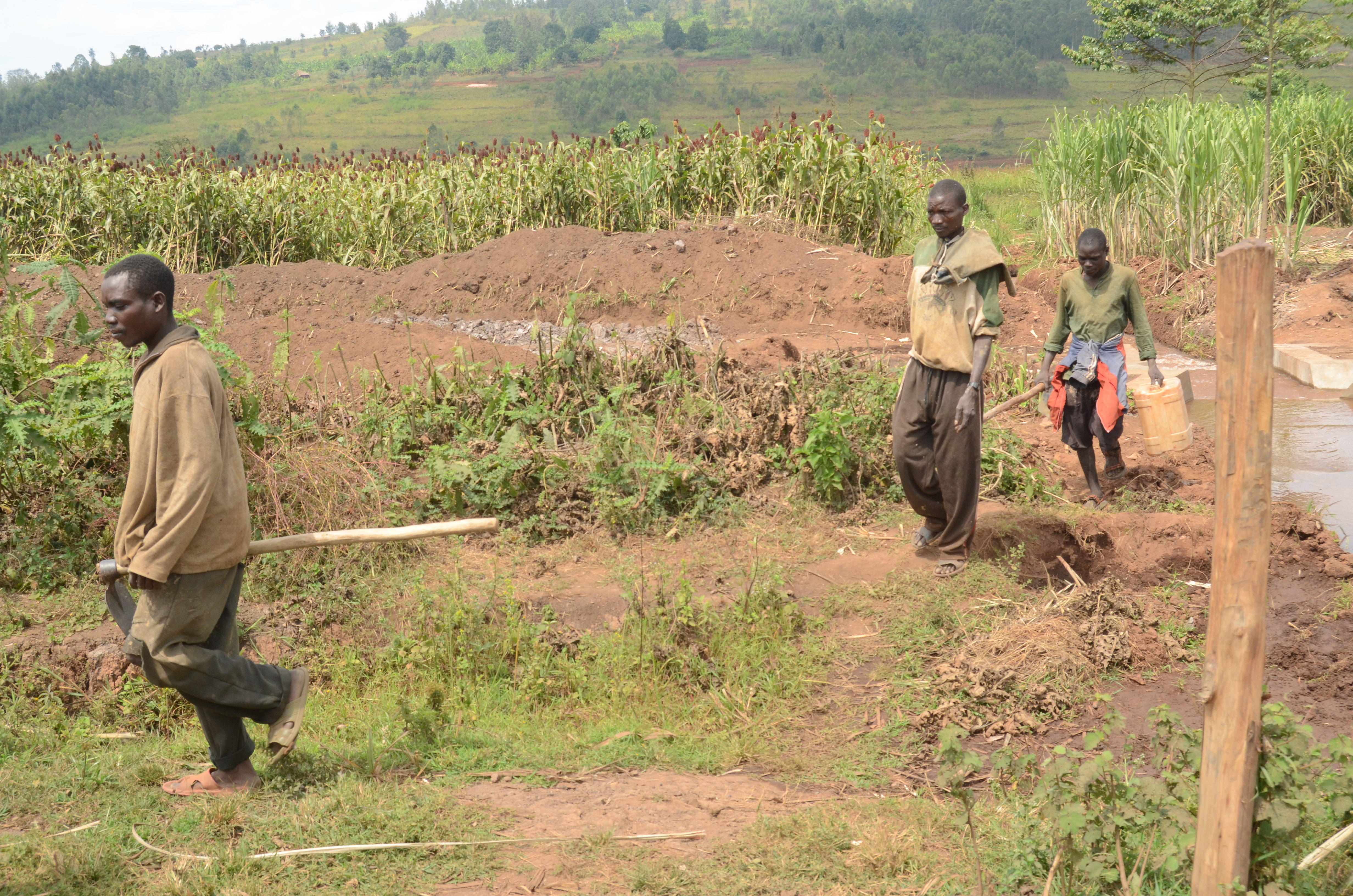
Place de l'agriculture.

L'économie du Burundi est principalement rurale, fondée essentiellement sur l'agriculture et l'élevage. La production agricole se répartit entre les produits destinés à l'exportation, comme le café, le thé, le coton. Il y a aussi des cultures vivrières.
La population dépend à plus de 90 % de cette agriculture, qui représente plus de 50 % du PIB (800 M.US$ en 1999). L'industrie comptait pour 18 % du PNB en 1999, et les services 32 %.
La population active a été multipliée par deux entre 1990 et 1999, passant de 2 millions de personnes à 4 millions ; et la moitié de la population active a entre 10 et 14 ans.

## Contexte
L'économie du Burundi est basée principalement sur l'agriculture, avec 80 % de sa population employée dans ce secteur.

## Crise économique et pauvreté

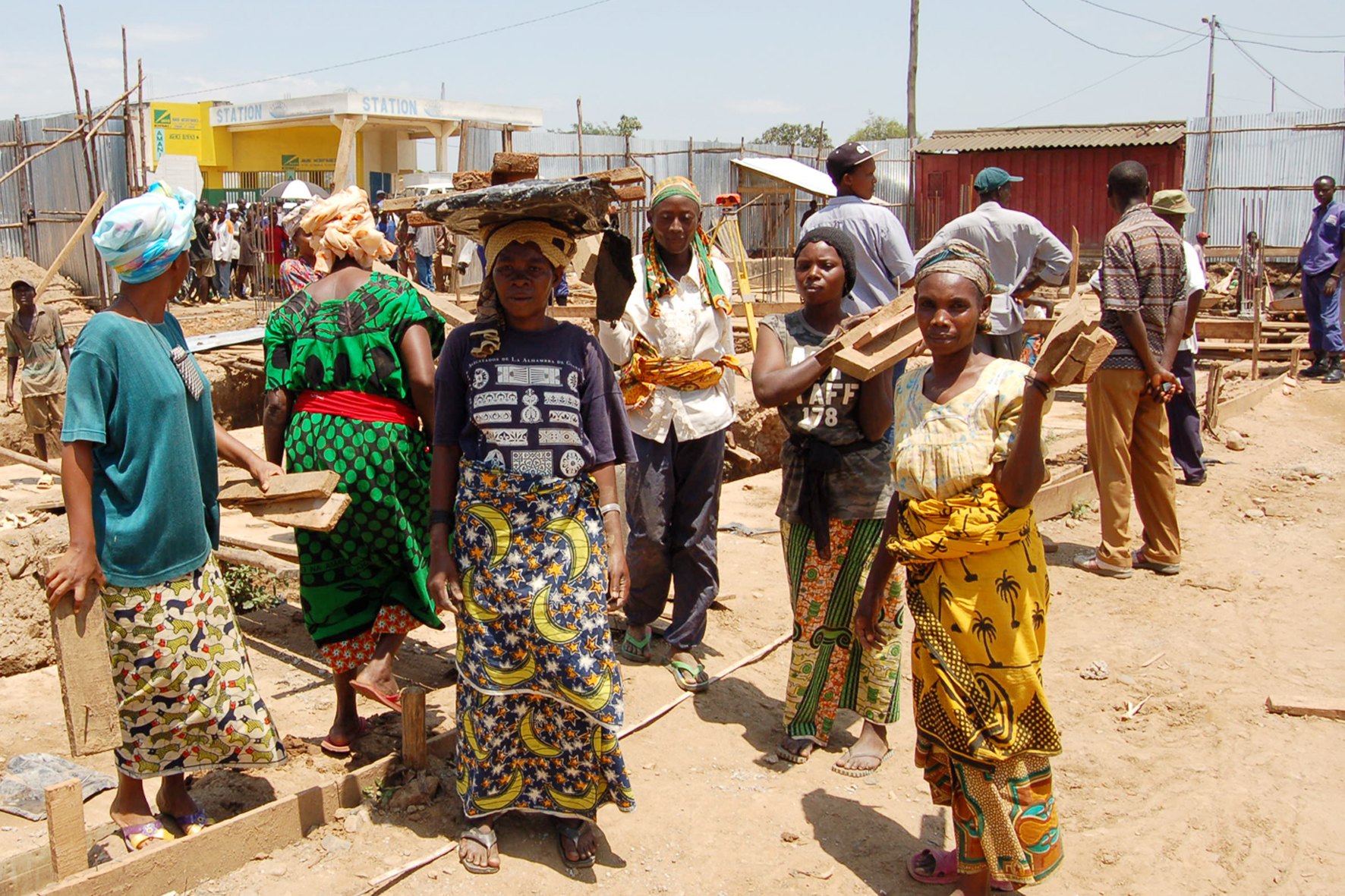
Femmes travaillant sur le chantier de construction du marché de Buyenzi (province de Bujumbura Mairie).

La période de guerre civile qui débute par les troubles d'octobre 1993, doublée par l'embargo décrété par les partenaires économiques du pays en 1996, ont fait régresser le PIB d'environ 20 % entre 1993 et janvier 1999 (date de fin de l'embargo). Dans la même période, le taux d'investissement est passé de 18 % à 6 %, l'inflation est passée de 4 % avant la crise à 21 % en 1999. La crise a également fait diviser par trois le niveau de l'aide publique au développement, la faisant passer à moins de 100 M.US$. En parallèle, la dette extérieure s'est envolée (1,12 G.US$ en 2000) et les intérêts de la dette absorbaient au début des années 2000 plus de 50 % des recettes d'exportation.
Le pays se trouve classé parmi les huit pays les plus pauvres du monde. La situation s'est notablement aggravée depuis 1993, le taux de pauvreté grimpant de 35 % à plus de 56 % en moyenne dans la population rurale, avec des disparités selon les provinces. Ce taux de pauvreté a doublé chez les urbains, il était estimé à 63 % de la population en 1998.

## Commerce international
Les principaux partenaires du Burundi à l'export sont (chiffres estimés pour 1999) l'Allemagne (17 %), la Belgique (14 %), les États-Unis (8 %), le Canada (6 %). Le volume des exportations représente 32 M.US$ en 2000.
Le pays importe des produits notamment depuis la Belgique (20 %), la Zambie (11 %), le Kenya (8 %), l'Afrique du Sud (5 %), la France (4 %) (chiffres estimés pour 2000). Le volume des importations représente 110 M$ en 2000, ce qui donne un déficit du commerce extérieur de 78 M.US$.

## Situation actuelle
En 2003, le Burundi affichait une croissance économique négative de -1,3 %, mais des efforts constants sont produits en sortie de crise, et le Burundi atteint 4 % de croissance en 2011, puis 4,8 % en 2012.
L'éducation, figurant parmi les objectifs du millénaire pour le développement, est suivie de près, avec un taux de scolarisation de 96,1 % pour l'éducation de base.
Malgré une série de chocs exogènes (hausse des prix mondiaux des hydrocarbures et des produits alimentaires, baisse des recettes) qui ont affecté l’activité économique du Burundi, Le produit intérieur brut (PIB) a connu une légère croissance en 2013 : 4,6 % contre 4,2 % en 2012 ; l’inflation a reculé en moyenne annuelle de 18,2 % en 2012 à 7,8 % en 2013.
Le déficit budgétaire s’est réduit passant d’une année à l’autre de 9,1 % à 2 %.

## Sources
- CIA World Factbook
- PNUD : fiche sur le Burundi
- Perspectives économiques en Afrique: Fiche sur le Burundi http://www.africaneconomicoutlook.org/fr/pays/afrique-de-lest/burundi/